# میچیتاکا آکیموتو
میچیتاکا آکیموتو (ژاپنی: 秋本 倫孝؛ زادهٔ ۲۴ سپتامبر ۱۹۸۲) بازیکن فوتبال اهل ژاپن است.